# Леонтиевка (Бурынский район)
Леонтиевка (укр. Леонтіївка) — посёлок,
Слободский сельский совет,
Бурынский район,
Сумская область,
Украина.
Код КОАТУУ — 5920986002. Население по переписи 2001 года составляло 94 человека .

## Географическое положение
Посёлок Леонтиевка находится между селом Слобода и посёлком Сорочинское (1,5 км).
По селу протекает ручей с запрудами.